# Toni Basil
Toni Basil est une chorégraphe, chanteuse, compositrice, musicienne, actrice et réalisatrice américaine née le 22 septembre 1943 à Philadelphie, Pennsylvanie (États-Unis). Elle est surtout connue pour son tube Mickey en 1981.

## Filmographie

### Actrice
- 1964 : Pajama Party : Pajama Girl
- 1965 : Village of the Giants de  Bert I. Gordon : Red
- 1966 : Breakaway : Dancer
- 1968 : Head : Dancer (segment "Daddy's Song' sequence)
- 1969 : Sweet Charity de Bob Fosse : Dancer in 'Rhythm of Life' number
- 1969 : Easy Rider : Mary
- 1970 : Five Easy Pieces : Terry Grouse
- 1971 : The Last Movie : Rose
- 1972 : Greaser's Palace de Robert Downey Sr. : Indian Girl
- 1976 : Ambulances tous risques (Mother, Jugs & Speed) : Addict
- 1988 : Angel III: The Final Chapter : Hillary
- 1988 : Terreur à Alcatraz (Slaughterhouse Rock) : Sammy Mitchell
- 1990 : Rockula : Phoebe LaVie
- 1990 : Une trop belle cible (Catchfire)
- 1990 : Pacific Palisades : Désirée
- 1990 : Eating : Jackie
- 2019 : Once Upon a Time… in Hollywood : caméo

### Réalisatrice
- 1982 : Toni Basil: Word of Mouth (vidéo)

### Directrice de la photographie
- 1997 : Bette Midler in Concert: Diva Las Vegas (TV)

### Chorégraphe
- 1979 : Rose
- 2019 : Once Upon a Time… in Hollywood

## Discographie
Albums
- Word of Mouth (1982)
- Toni Basil (1983)

Singles
- Mickey (1981)
- Nobody (1982)
- Shoppin' from A to Z (1983)
- Over My Head (1983)